# 毛利房晁
毛利 房晁（もうり ふさあき）は、長州藩一門家老である厚狭毛利家の第9代当主。長州藩主の毛利斉房より偏諱の授与を受けて初め房衆（ふさひろ）、のち房晁と名乗る。

## 生涯
天明6年（1786年）、長州藩家老毛利就宣の子として生まれる。享和2年（1802年）父と共に郷校朝陽館を設立し、儒学者市川玄翠を招く。文化元年（1804年）、父の死去により家督を相続する。文政9年（1826年）、藩政改革のために人事の刷新を密議したことを罪に問われ、逼塞処分となり、隠居して家督を嫡男の元美に譲った。天保15年（1844年）7月27日死去。享年59。